# Koichi Hirakida
Koichi Hirakida (n. 7 mai 1938, Yanagawa, Fukuoka, Prefectura Fukuoka, Japonia – d. 23 septembrie 1993) a fost un înotător japonez, medaliat olimpic. A participat la o ediție a Jocurilor Olimpice (1960) în care a câștigat o medalie de bronz.